# Jarkko Nieminen
Jarkko Nieminen es un  exjugador profesional de tenis nacido el 23 de julio de 1981 en Masku, Finlandia. Acumuló 14 temporadas entre los Top 100, y 8 de ellas entre los Top 40. Cuenta con 2 títulos ATP, y otras once finales alcanzadas. Anunció su retiro para después del Torneo de Estocolmo 2015, a los  34 años, luego de perder en primera ronda ante Nicolás Almagro por 3-6, 7-6(6), 6-4, terminando así su carrera profesional.

## Carrera
Este tenista zurdo ha alcanzado el número 13 del ranking en julio de 2006. Ha ganado dos torneos individuales ATP en su carrera profesional, y tres en la modalidad de dobles. Su mejor actuación en un torneo de Grand Slam se corresponde a los cuartos de final en el US Open en 2005 y Wimbledon en 2006.
Probablemente el mejor jugador de la historia del tenis finlandés, es el primero que logra un título individual ATP y el primer finlandés que llega a los cuartos de final de un Grand Slam. También es el finlandés con más victorias en la Copa Davis.

### Copa Davis
Desde 1999 es integrante del Equipo de Copa Davis de Finlandia. Ha jugado un total de 73 encuentros hasta el momento con un récord de partidos ganados vs perdidos de 50/23 (39/9 en individuales y 11/14 en dobles).
Es el jugador de su equipo con más victorias en individuales en la historia de la copa, sumando 39 partidos ganados. También es el jugador con más victorias conseguidas en total (50 victorias en total, sumando las 39 y 11 de dobles).

## Títulos (7; 2+5)

### Individuales (2)
| Leyenda                    |
| Grand Slam (0)             |
| ATP Wourld Tour Finals (0) |
| ATP Masters 1000 (0)       |
| ATP World Tour 500 (0)     |
| ATP World Tour 250 (2)     |

| N.º | Fecha               | Torneo   | Superficie | Oponente en la final | Resultado |
| --- | ------------------- | -------- | ---------- | -------------------- | --------- |
| 1.  | 9 de enero de 2006  | Auckland | Dura       | Mario Ančić          | 6-2, 6-2  |
| 2.  | 15 de enero de 2012 | Sídney   | Dura       | Julien Benneteau     | 6-2, 7-5  |

#### Finalista (11)
| N.º | Fecha                 | Torneo     | Superficie    | Oponente en la final   | Resultado               |
| --- | --------------------- | ---------- | ------------- | ---------------------- | ----------------------- |
| 1.  | 22 de octubre de 2001 | Estocolmo  | Dura (i)      | Sjeng Schalken         | 6-3, 3-6, 3-6, 6-4, 3-6 |
| 2.  | 8 de abril de 2002    | Estoril    | Tierra batida | David Nalbandian       | 4-6, 6-7(5)             |
| 3.  | 29 de mayo de 2002    | Mallorca   | Tierra batida | Gastón Gaudio          | 2-6, 3-6                |
| 4.  | 29 de abril de 2003   | Múnich     | Tierra batida | Roger Federer          | 1-6, 4-6                |
| 5.  | 9 de octubre de 2006  | Estocolmo  | Dura (i)      | James Blake            | 4-6, 2-6                |
| 6.  | 22 de octubre de 2007 | Basilea    | Carpeta (i)   | Roger Federer          | 3-6, 4-6                |
| 7.  | 6 de enero de 2008    | Adelaida   | Dura          | Michael Llodra         | 3-6, 4-6                |
| 8.  | 12 de enero de 2009   | Sídney     | Dura          | David Nalbandian       | 3-6, 7-6(9), 2-6        |
| 9.  | 3 de octubre de 2010  | Bangkok    | Dura (i)      | Guillermo García-López | 4-6, 6-3, 4-6           |
| 10. | 23 de octubre de 2011 | Estocolmo  | Dura (i)      | Gael Monfils           | 5-7, 6-3, 2-6           |
| 11. | 25 de mayo de 2013    | Düsseldorf | Tierra batida | Juan Mónaco            | 4-6, 3-6                |

### Dobles (5)
| Leyenda                   |
| Grand Slam (0)            |
| ATP Wourld Tour Final (0) |
| ATP Masters 1000 (0)      |
| ATP World Tour 500 (0)    |
| ATP World Tour 250 (5)    |

| N.º | Fecha                    | Torneo       | Superficie    | Compañero        | Oponentes en la final              | Resultado           |
| --- | ------------------------ | ------------ | ------------- | ---------------- | ---------------------------------- | ------------------- |
| 1.  | 24 de septiembre de 2007 | Bombay       | Dura          | Robert Lindstedt | Rohan Bopanna Aisam-Ul-Haq Qureshi | 7-6(3), 7-6(5)      |
| 2.  | 26 de julio de 2010      | Gstaad       | Tierra batida | Johan Brunström  | Marcelo Melo Bruno Soares          | 6-3, 6-7(4), [11-9] |
| 3.  | 5 de mayo de 2013        | Múnich       | Tierra batida | Dmitry Tursunov  | Marcos Baghdatis Eric Butorac      | 6-1, 6-4            |
| 4.  | 2 de agosto de 2014      | Kitzbühel    | Tierra batida | Henri Kontinen   | Daniele Bracciali Andrey Golubev   | 6-1, 6-4            |
| 5.  | 1 de marzo de 2015       | Buenos Aires | Tierra batida | André Sá         | Pablo Andújar Oliver Marach        | 4-6, 6-4, [10-7]    |

#### Finalista (4)
| N.º | Fecha                    | Torneo    | Superficie | Pareja           | Oponentes en la final          | Resultado   |
| --- | ------------------------ | --------- | ---------- | ---------------- | ------------------------------ | ----------- |
| 1.  | 29 de septiembre de 2009 | Bangkok   | Dura (i)   | Andrew Kratzmann | Jonathan Erlich Andy Ram       | 3-6, 6-7(4) |
| 2.  | 15 de febrero de 2009    | San José  | Dura (i)   | Rohan Bopanna    | Tommy Haas Radek Štěpánek      | 2-6, 3-6    |
| 3.  | 24 de octubre de 2010    | Estocolmo | Dura       | Johan Brunström  | Eric Butorac Jean-Julien Rojer | 3-6, 4-6    |
| 4.  | 15 de enero de 2012      | Sídney    | Dura       | Matthew Ebden    | Bob Bryan Mike Bryan           | 1-6, 4-6    |

## ATP Challenger Tour

### Individuales
| N.º | Fecha      | Torneo                     | Superficie    | Oponente en la final | Resultado   |
| --- | ---------- | -------------------------- | ------------- | -------------------- | ----------- |
| 1.  | 19.02.2001 | Challenger de Wolfsburgo   | Carpeta       | Andy Fahlke          | 3-6 6-2 7-5 |
| 2.  | 23.07.2001 | Challenger de Tampere (1)  | Tierra batida | Matthias Hellstrom   | 6-1 6-0     |
| 3.  | 06.08.2001 | Challenger de Pozoblanco   | Carpeta       | Paul-Henri Mathieu   | 6-4 2-6 6-3 |
| 4.  | 24.09.2001 | Challenger de Maia         | Tierra batida | Feliciano López      | 5-7 6-3 6-4 |
| 5.  | 22.07.2002 | Challenger de Tampere (2)  | Tierra batida | Richard Gasquet      | 7-5 7-6(2)  |
| 6.  | 05.11.2002 | Challenger de Helsinki (1) | Dura          | Lovro Zovko          | 7-5 4-6 7-5 |
| 7.  | 30.05.2005 | Challenger de Prostejov    | Tierra batida | Ivo Minář            | 6-1 6-3     |
| 8.  | 09.11.2009 | Challenger de Jersey       | Carpeta       | Stephane Robert      | 4-6 6-1 7-5 |
| 9.  | 15.03.2010 | Challenger de Marrakech    | Tierra batida | Oleksandr Dolgopolov | 6-3 6-2     |
| 10. | 17.11.2013 | Challenger de Helsinki (2) | Dura          | Ričardas Berankis    | 6–3, 6–1    |

### Dobles
| N.º | Fecha   | Torneo                 | Superficie    | Pareja         | Oponentes en la final          | Resultado        |
| --- | ------- | ---------------------- | ------------- | -------------- | ------------------------------ | ---------------- |
| 1.  | 11.2000 | Challenger de Tampere  | Dura          | Ville Liukko   | Steven Randjelovic Dušan Vemić | 6–0, 4–6, 6–3    |
| 2.  | 09.2001 | Challenger de Budapest | Tierra batida | Oliver Marach  | Yuri Schukin Orest Tereshchuk  | 6-2, 6-2         |
| 3.  | 11.2013 | Challenger de Helsinki | Dura          | Henri Kontinen | Dustin Brown Philipp Marx      | 7-5, 5-7, [10-5] |

## Clasificación histórica

### Resultados en Sencillos
| Torneo                                                   | 1999         | 2000         | 2001         | 2002         | 2003         | 2004  | 2005         | 2006         | 2007         | 2008  | 2009         | 2010         | 2011         | 2012  | 2013         | 2014         | 2015         | V–D     |
| -------------------------------------------------------- | ------------ | ------------ | ------------ | ------------ | ------------ | ----- | ------------ | ------------ | ------------ | ----- | ------------ | ------------ | ------------ | ----- | ------------ | ------------ | ------------ | ------- |
| Grand Slam                                               |              |              |              |              |              |       |              |              |              |       |              |              |              |       |              |              |              |         |
| Abierto de Australia                                     | A            | A            | A            | 1R           | 3R           | 2R    | 3R           | 3R           | 2R           | CF    | 1R           | 2R           | 1R           | 1R    | 2R           | 2R           | 3R           | 17–14   |
| Roland Garros                                            | A            | A            | A            | 3R           | 4R           | A     | 2R           | 1R           | 3R           | 3R    | A            | 1R           | 1R           | 2R    | 2R           | 2R           | 1R           | 13–12   |
| Wimbledon                                                | A            | A            | A            | 2R           | 3R           | A     | 1R           | CF           | 3R           | 2R    | A            | 2R           | 1R           | 2R    | 1R           | 2R           | 2R           | 14–12   |
| US Open                                                  | A            | A            | Q3           | 1R           | 2R           | 1R    | CF           | 1R           | 1R           | 3R    | 2R           | 1R           | 1R           | 2R    | 2R           | 1R           | 1R           | 10–14   |
| Victorias – Derrotas                                     | 0–0          | 0–0          | 0–0          | 3–4          | 8–4          | 1–2   | 7–4          | 6–4          | 5–4          | 9–4   | 1–2          | 2–4          | 0–4          | 3–4   | 3–4          | 3–4          | 3–4          | 54–52   |
| ATP Masters Series                                       |              |              |              |              |              |       |              |              |              |       |              |              |              |       |              |              |              |         |
| Indian Wells                                             | A            | A            | A            | A            | 1R           | 2R    | 2R           | CF           | 3R           | 2R    | 2R           | A            | 2R           | 1R    | 3R           | 3R           | 2R           | 12–12   |
| Miami                                                    | A            | A            | A            | 2R           | 3R           | 2R    | 2R           | 3R           | 4R           | 2R    | 2R           | A            | 1R           | 1R    | 3R           | 2R           | 2R           | 11–13   |
| Monte Carlo                                              | A            | A            | A            | A            | 3R           | 2R    | A            | 1R           | 1R           | 2R    | Q2           | 1R           | 2R           | 2R    | CF           | 1R           | Q1           | 9–9     |
| Roma                                                     | A            | A            | A            | A            | 3R           | A     | A            | 2R           | 1R           | 1R    | A            | Q2           | 3R           | 1R    | 1R           | A            | A            | 5–7     |
| Hamburgo1                                                | A            | A            | A            | A            | 2R           | A     | A            | 3R           | 3R           | 2R    | A            | A            | A            | A     | A            | 3R           | A            | 4–6     |
| Canadá                                                   | A            | A            | A            | 3R           | 2R           | A     | A            | CF           | 2R           | 1R    | A            | 1R           | 1R           | A     | 1R           | A            | A            | 5–8     |
| Cincinnati                                               | A            | A            | A            | 3R           | 2R           | A     | A            | 1R           | 3R           | 1R    | A            | Q2           | Q1           | 1R    | 2R           | A            | A            | 6–7     |
| Madrid2                                                  | A            | A            | A            | 2R           | 1R           | Q1    | A            | 1R           | 1R           | 2R    | A            | A            | A            | 1R    | 1R           | A            | A            | 2–7     |
| París                                                    | A            | A            | A            | 2R           | 1R           | A     | 1R           | CF           | 2R           | 1R    | A            | 2R           | Q2           | A     | 1R           | Q2           | A            | 5–8     |
| Victorias – Derrotas                                     | 0–0          | 0–0          | 0–0          | 6–5          | 7–9          | 1–2   | 2–3          | 12–9         | 9–9          | 3–9   | 2–2          | 1–3          | 4–5          | 1–6   | 8–8          | 5–4          | 2–2          | 63–76   |
| Representación Nacional                                  |              |              |              |              |              |       |              |              |              |       |              |              |              |       |              |              |              |         |
| Juegos Olímpicos                                         | ND           |              | No Disputado | No Disputado | No Disputado | 2R    | No Disputado | No Disputado | No Disputado | 1R    | No Disputado | No Disputado | No Disputado | 2R    | No Disputado | No Disputado | No Disputado | 2–3     |
| Copa Davis                                               | PO           | Z1           | Z1           | Z1           | Z1           | Z1    | Z2           | Z2           | Z2           | Z2    | Z2           | Z1           | Z1           | Z1    | Z2           | Z2           | Z2           | 45–11   |
| ATP International Series Gold / ATP International Series |              |              |              |              |              |       |              |              |              |       |              |              |              |       |              |              |              |         |
| Adelaida                                                 | A            | A            | A            | A            | A            | SF    | 1R           | CF           | A            | F     | 2R           | 1R           | A            | 2R    | 2R           | 2R           | 2R           | 14–10   |
| Auckland                                                 | A            | A            | A            | 1R           | A            | 1R    | A            | G            | 1R           | 1R    | A            | A            | A            | A     | A            | A            | A            | 5–4     |
| Sídney                                                   | A            | A            | A            | A            | 2R           | A     | 2R           | A            | A            | A     | F            | Q2           | 1R           | G     | CF           | 1R           | 1R           | 12–7    |
| Montpellier                                              | A            | A            | A            | A            | A            | A     | A            | A            | A            | A     | A            | CF           | ND           | CF    | SF           | SF           | 2R           | 11–5    |
| Róterdam                                                 | A            | A            | A            | A            | 2R           | CF    | A            | SF           | 1R           | 1R    | A            | A            | 2R           | CF    | CF           | 1R           | A            | 11–9    |
| Barcelona                                                | A            | A            | A            | 1R           | 3R           | A     | 2R           | CF           | 3R           | 1R    | 1R           | 1R           | 1R           | 3R    | A            | A            | A            | 8–10    |
| Múnich                                                   | A            | A            | A            | A            | F            | A     | SF           | SF           | 2R           | A     | A            | A            | A            | A     | 1R           | 1R           | A            | 11–6    |
| Winston-Salem                                            | A            | A            | A            | CF           | 3R           | 2R    | 1R           | 3R           | 3R           | A     | 1R           | 2R           | 3R           | 3R    | 3R           | 3R           | A            | 12–12   |
| Bangkok                                                  | No Disputado | No Disputado | No Disputado | No Disputado | SF           | A     | SF           | CF           | A            | 2R    | A            | F            | CF           | SF    | 1R           | ND           | ND           | 18–8    |
| Tokio                                                    | A            | A            | A            | A            | A            | 1R    | SF           | CF           | 2R           | 3R    | A            | CF           | 1R           | 1R    | CF           | 1R           | 1R           | 10–10   |
| Estocolmo                                                | Q1           | 1R           | F            | 1R           | 1R           | 1R    | 2R           | F            | CF           | SF    | CF           | SF           | F            | 2R    | 2R           | 2R           | 1R           | 25–16   |
| Estadísticas                                             |              |              |              |              |              |       |              |              |              |       |              |              |              |       |              |              |              |         |
| Títulos                                                  | 0            | 0            | 0            | 0            | 0            | 0     | 0            | 1            | 0            | 0     | 0            | 0            | 0            | 1     | 0            | 0            | 0            | 2       |
| Finales Alcanzadas                                       | 0            | 0            | 1            | 2            | 1            | 0     | 0            | 2            | 1            | 1     | 1            | 1            | 1            | 1     | 1            | 0            | 0            | 13      |
| Total Victorias – Derrotas                               | 0–1          | 3–1          | 7–2          | 27–27        | 41–29        | 20–18 | 33–22        | 55–27        | 33–27        | 26–28 | 12–15        | 30–27        | 23–25        | 26–27 | 31–27        | 26–27        | 12–18        | 405–348 |
| Ranking de Fin de Año                                    | 587          | 308          | 61           | 40           | 36           | 77    | 28           | 15           | 27           | 37    | 88           | 39           | 77           | 41    | 39           | 73           | 153          | 13      |

### Resultados en Dobles
| Torneo                                                   | 1999         | 2000         | 2001         | 2002         | 2003  | 2004 | 2005 | 2006  | 2007  | 2008         | 2009         | 2010         | 2011         | 2012         | 2013         | 2014         | 2015         | V–D     |
| -------------------------------------------------------- | ------------ | ------------ | ------------ | ------------ | ----- | ---- | ---- | ----- | ----- | ------------ | ------------ | ------------ | ------------ | ------------ | ------------ | ------------ | ------------ | ------- |
| Grand Slam                                               |              |              |              |              |       |      |      |       |       |              |              |              |              |              |              |              |              |         |
| Abierto de Australia                                     |              |              |              |              | 1R    |      | 2R   | 2R    | 1R    | 2R           | 2R           | SF           | 2R           | 1R           | 2R           | 2R           | 1R           | 11–11   |
| Roland Garros                                            |              |              |              |              | 2R    |      |      | 1R    | 1R    | 2R           |              | 1R           | 1R           | 1R           |              | 2R           | 1R           | 3–8     |
| Wimbledon                                                |              |              |              |              | 1R    |      |      | 1R    | 2R    |              |              | 1R           | 1R           | 1R           | 1R           | 1R           |              | 1–8     |
| US Open                                                  |              |              |              |              |       |      | 1R   | 3R    | 2R    | QF           | 2R           | 2R           | 1R           | 1R           | 1R           | 1R           |              | 8–10    |
| Victorias – Derrotas                                     | 0–0          | 0–0          | 0–0          | 0–0          | 1–3   | 0–0  | 1–1  | 3–4   | 2–4   | 5–3          | 2–2          | 5–4          | 1–4          | 0–4          | 1–3          | 2–4          | 0–1          | 23–37   |
| ATP Masters Series                                       |              |              |              |              |       |      |      |       |       |              |              |              |              |              |              |              |              |         |
| Indian Wells                                             |              |              |              |              |       | 1R   |      | 1R    | QF    | 1R           |              |              |              | 2R           |              |              |              | 3–5     |
| Miami                                                    |              |              |              |              |       |      |      | 2R    | 1R    | 1R           |              |              |              |              |              |              |              | 1–3     |
| Monte Carlo                                              |              |              |              |              | 3R    |      |      | 1R    | 1R    | 2R           |              |              |              |              |              |              |              | 3–4     |
| Roma                                                     |              |              |              |              |       |      |      | 2R    | 2R    | QF           |              |              | SF           | 1R           |              |              |              | 6–5     |
| Hamburgo1                                                |              |              |              |              | 2R    |      |      | 2R    | 2R    | 1R           |              |              |              |              |              |              |              | 3–4     |
| Canadá                                                   |              |              |              |              | 2R    |      |      | 1R    | 1R    | 1R           |              | 1R           |              |              |              |              |              | 1–5     |
| Cincinnati                                               |              |              |              |              | 2R    |      |      | 2R    | 1R    | 2R           |              |              |              | 2R           | 1R           |              |              | 4–6     |
| Madrid2                                                  |              |              |              |              |       |      |      | 1R    | 1R    |              |              |              |              |              |              |              |              | 0–2     |
| París                                                    |              |              |              | QF           |       |      |      |       | 2R    | 1R           |              |              |              |              |              |              |              | 3–3     |
| Victorias – Derrotas                                     | 0–0          | 0–0          | 0–0          | 2–1          | 4–4   | 0–1  | 0–0  | 4–8   | 7–9   | 3–8          | 0–0          | 0–1          | 2–1          | 2–3          | 0–1          | 0–0          | 0–0          | 24–37   |
| Representación Nacional                                  |              |              |              |              |       |      |      |       |       |              |              |              |              |              |              |              |              |         |
| Copa Davis                                               |              |              | Z1           | Z1           | Z1    | Z1   | Z2   | Z2    | Z2    | Z2           | Z2           | Z1           | Z1           | Z1           | Z2           | Z2           | Z2           | 14–15   |
| ATP International Series Gold / ATP International Series |              |              |              |              |       |      |      |       |       |              |              |              |              |              |              |              |              |         |
| Buenos Aires                                             | ND           | ND           |              |              |       |      |      |       |       |              |              |              |              |              |              |              | W            | 4–0     |
| Múnich                                                   |              |              |              |              | SF    |      | SF   | SF    | QF    |              |              |              |              |              | W            | QF           |              | 12–5    |
| Gstaad                                                   |              |              |              |              |       |      |      |       |       |              |              | W            |              |              |              |              |              | 11–5    |
| Kitzbuhel                                                |              |              |              |              |       |      |      |       |       |              |              | ND           |              |              |              | W            |              | 4–0     |
| Bangkok                                                  | No Disputado | No Disputado | No Disputado | No Disputado | F     |      | 1R   | 1R    |       | 1R           |              | QF           | 1R           |              |              | ND           | ND           | 18–8    |
| Mumbai                                                   |              |              |              | ND           |       | 1R   |      |       | W     | No Disputado | No Disputado | No Disputado | No Disputado | No Disputado | No Disputado | No Disputado | No Disputado | 3–1     |
| Estocolmo                                                |              |              |              |              | 1R    | SF   |      | SF    | 1R    | 1R           | 1R           | F            | 1R           | QF           |              | QF           |              | 10–9    |
| Estadísticas                                             |              |              |              |              |       |      |      |       |       |              |              |              |              |              |              |              |              |         |
| Títulos                                                  | 0            | 0            | 0            | 0            | 0     | 0    | 0    | 0     | 1     | 0            | 0            | 1            | 0            | 0            | 1            | 1            | 1            | 5       |
| Finales Alcanzadas                                       | 0            | 0            | 0            | 0            | 1     | 0    | 0    | 0     | 1     | 0            | 1            | 2            | 0            | 1            | 1            | 1            | 1            | 9       |
| Total Victorias – Derrotas                               | 0–0          | 0–0          | 0–2          | 4–5          | 18–19 | 8–10 | 6–8  | 16–22 | 19–23 | 14–21        | 8–6          | 15–18        | 5–11         | 7–19         | 12–12        | 13–11        | 5–3          | 150–190 |
| Ranking de Fin de Año                                    | 662          | 390          | 356          | 187          | 60    | 119  | 204  | 56    | 46    | 80           | 128          | 48           | 154          | 165          | 100          | 83           |              |         |

1Disputado en Hamburgo hasta 2008, y en Madrid entre 2009–2015.

2Disputado en Stuttgart hasta 2001, Madrid entre 2002–2008, y Shanghái entre 2009–2015.